# Лапутруа (кантон)
Лапутруа́ (фр. Lapoutroie) — кантон у Франції, в департаменті Верхній Рейн регіону Ельзас.

## Склад кантону
Кантон включає в себе 5 муніципалітетів:
| Муніципалітет | Площа | Населення, осіб | Рік  |
| ------------- | ----- | --------------- | ---- |
| Лабарош       | 13,44 | 1985            | 1999 |
| Лапутруа      | 21,12 | 2104            | 1999 |
| Ле-Бономм     | 21,98 | 767             | 1999 |
| Орбе          | 46,02 | 3548            | 1999 |
| Фрелан        | 19,74 | 1292            | 1999 |

## Консули кантону
| Період    | Консул            | Посада                  |
| --------- | ----------------- | ----------------------- |
| 1988—1994 | Claude Didierjean |                         |
| 1994—2008 | Jean Schuster     | Мер муніципалітету Орбе |
| 2008—1994 | Guy Jacquey       | Мер муніципалітету Орбе |

| Франція | Це незавершена стаття з географії Франції. Ви можете допомогти проєкту, виправивши або дописавши її. |